# موری، شیزوئوکا
موری، شیزوئوکا (به لاتین: Mori, Shizuoka) یک منطقهٔ مسکونی در ژاپن است که در Shūchi District واقع شده‌است. موری ۱۳۳٫۸۴ کیلومتر مربع مساحت و ۱۸٬۶۰۶ نفر جمعیت دارد.